# Landwehr (Freden (Leine))
Landwehr ist ein Ortsteil der Gemeinde Freden (Leine) im Landkreis Hildesheim in Niedersachsen.

## Geografie

### Geografische Lage
Die Orte der Landwehr sind der südlichste Punkt des Landkreises Hildesheim, nördlich von Bad Gandersheim zwischen den Bergen Sackwald und Helleberg.

### Ortsgliederung
Der Ortsteil Landwehr setzt sich zusammen aus:
- Eyershausen
- Ohlenrode
- Wetteborn

## Geschichte
Die Dörfer sind entstanden als äußere Vorposten der Winzenburg. Die Dörfer sperrten die historischen Straßen aus dem braunschweigischen Gandersheim nach Winzenburg (Eyershausen) und nach Freden (Wetteborn), sowie das Tal, in dem am Ende des 19. Jahrhunderts die „neue“ Landstraße nach Winzenburg und Freden gebaut wurde (Ohlenrode). Älteste Bauwerke sind die heutigen Kirchtürme, die in der Entstehung Wehrtürme waren, was vor allem dem wahrscheinlich ältesten, dem Wetteborner Kirchturm, anzusehen ist.
Am 1. März 1974 wurden die Gemeinden Eyershausen, Ohlenrode und Wetteborn zur neuen Gemeinde Landwehr zusammengeschlossen. Diese wiederum wurde am 1. November 2016 nach Freden (Leine) eingegliedert, die Samtgemeinde Freden (Leine) wurde aufgelöst.

## Politik

### Ortsrat
Der Ortsrat, der den Ortsteil Landwehr vertritt, setzt sich aus fünf Mitgliedern zusammen. Die Ratsmitglieder werden durch eine Kommunalwahl für jeweils fünf Jahre gewählt.
Bei der Kommunalwahl 2021 ergab sich folgende Sitzverteilung:
- SPD: 4 Sitze
- CDU: 1 Sitz

### Ortsbürgermeister
Der Ortsbürgermeister von Landwehr ist Uwe Thoma (CDU). Sein Stellvertreter ist Kevin Wetteborn (SPD).

### Wappen
| Wappen von Landwehr (Freden | Blasonierung: „In Rot ein silberner Palisadenzaun, darüber drei silberne Wachtürme mit Giebeldächern.“ |
| Wappen von Landwehr (Freden | Wappenbegründung: Im Jahre 1974 ging durch einen Zusammenschluss der Orte Eyershausen, Ohlenrode und Wetteborn, die Gemeinde Landwehr hervor. Da alle drei Gemeinden ein besonderes Kennzeichen in ihrem Wappen festgehalten hatten – die Palisade – wurde diese ins neue Wappenschild der Gemeinde Landwehr übernommen. Stellvertretend für die drei Orte kam anstelle der vorherigen mittelalterlichen Waffen drei Wachtürme mit Giebeldächern. |

## Verkehr
Landwehr ist über die Bundesstraße 64, die südlich durch Bad Gandersheim führt, an das Straßennetz angeschlossen.